# بيحان

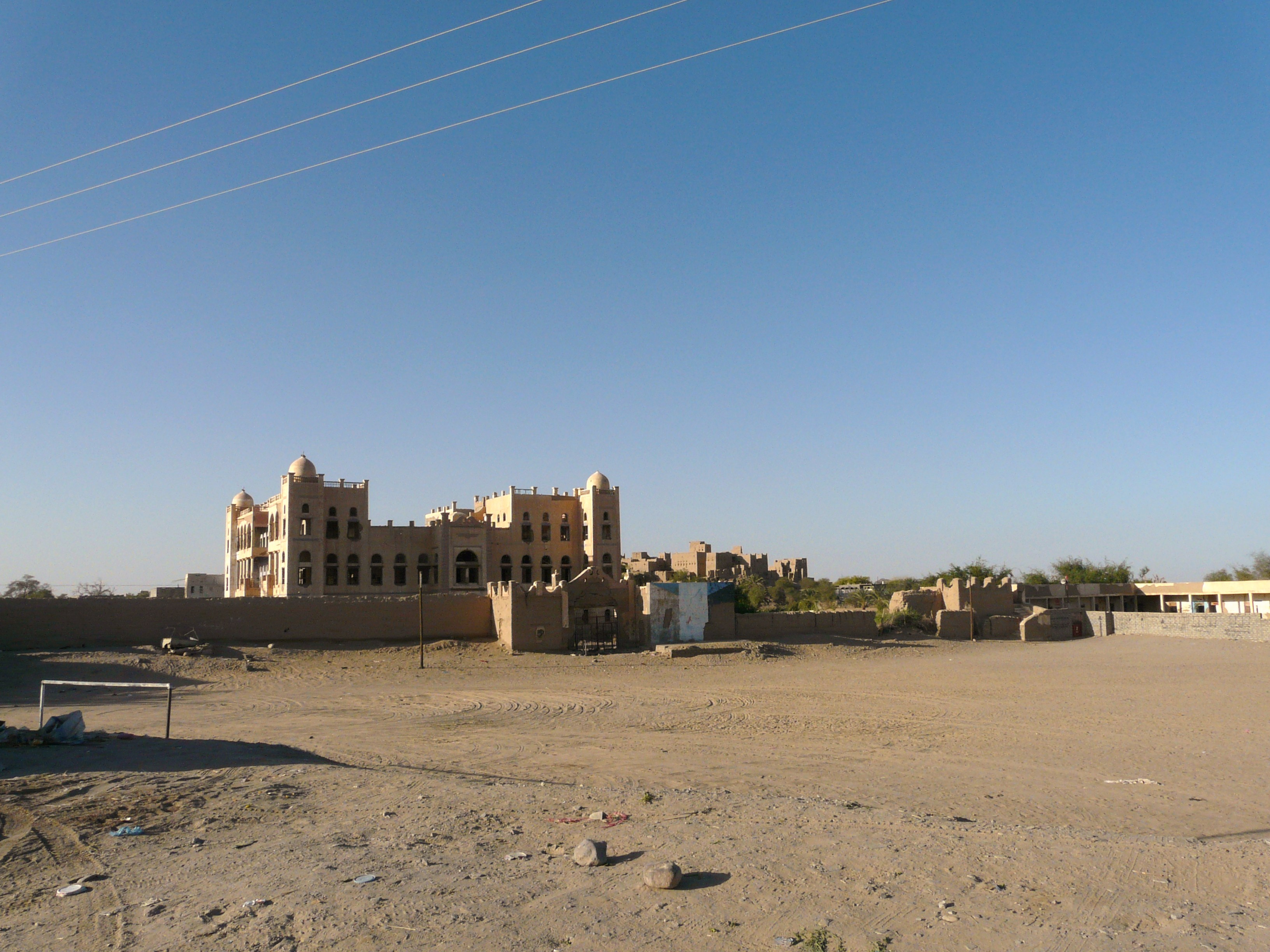
قصر السلطان بمنطقة النقوب-بيحان

بيحان تبعد عن عتق عاصمة محافظة شبوة بحدود 200 كيلو متر وفيها من المواقع الأثرية ما يجعل البعثات الاستكشافية وكذا السياح يتوافدون عليها من كل حدب وصوب وعن الخلفية التاريخية لمديرية بيحان يتحدث الأخ/خيران الزبيدي مدير عام مكتب الآثار في المحافظة قائلاً:
- بيحان هي مقر الدولة القتبانية وعاصمتها «تمنا» الواقعة في مديرية عسيلان وتسمى «تمنا» حالياً «هجر كحلان» وقد بدأت الحفريات فيها من عام 1950 أيام الاحتلال الإنجليزي برئاسة ويندل فيلبس ثم توقفت تلك الحفريات وتعاقبت على المواقع بعثات غيرها وتوقفت كذلك إلى أن تم الاتفاق مع البعثة الإيطالية الفرنسية اليمنية المشتركة التي بدأت الحفريات الجديدة منذ العام 1998م وحتى الآن نتج عنها اكتشاف مجمع «سوق شمر» وهو السوق الرئيسي لدولة قتبان، كما أزيلت الأتربة من على عمود القانون التجاري القتباني وأيضاً تم تنظيف المعبد القديم في المدينة وهو معبد مشترك مع قصر ملكي واكتشف معبد آخر للآلهة «أثيرت» وما زالت الحفريات جارية لاكتشافات أخرى.(من منتدى اشراف بيحان)

ذات غيلم
وهذآ بيت شعر يذكر فيه بيحان
بيحان بيحانين يأهل المعرفة ... لنمار علوى وأسفل الوادي وحوش
ويضيف الزبيدي:
- كانت هناك العاصمة الثانية لدولة قتبان وهي «ذات غيلم» المعروفة حالياً بـ«هجر بن حميد» وقد أجرت البعثة الأمريكية على الموقع حفر ومحبس أثري من أعلى قمة في التل إلى الأرض البكر لمعرفة مراحل التعاقب الحضاري منذ سكن في المدينة الإنسان الأول وإلى اليوم.

دولة أوسان
كما أشرنا في السطور السالفة أن دولة حضرموت وعاصمتها «نقب الهجر» في ميفعة القديمة ـ جنوب شبوة ـ وتعاقب القتبانيون في الحكم في عاصمتهم تمنع في بيحان، يضيف مدير الآثار أن محافظة شبوة احتضنت أيضاً دولة «أوسان» التي نشأت في مديرية «مرخة» العليا 150 كم من عتق ومن أهم مدنها أبو زيد وهجر لديه وهجر طالب» في حوالي القرن السابع أو الثامن ق.م.
لكن الغموض ما زال يكتنف جوانب كبيرة من المواقع الأثرية التي تركها لنا الأوسانيون قبل أن يسكنها القتبانيون والسبئيون والحضرميون لكن هذا يحتاج إلى مزيد من الحفريات لمعرفة متى نشأت تلك الدول ومتى انتهت بالتحديد.
تجميع الآثار
كغيرها من محافظات البلاد تعرضت بعض القطع الأثرية في محافظة شبوة للبيع والسلب تارة والإهمال تارة أخرى بدوافع عدة يتحدث عنها الأخ/خيران الزبيدي مدير عام الآثار في محافظة شبوة قائلاً:
- تلقينا توجيهات عليا من الهيئة العامة للآثار بتشجيع المواطنين وتحفيزهم على تسليم أي قطع أثرية قديمة بمقابل مادي يصرف يحول دون توجههم إلى بيعها لمهربي الآثار وبالتالي تسربها إلى متاحف العالم ونحن في متحف آثار شبوة تسلمنا عشرات القطع وقمنا بتسجيل أسماء المواطنين على كل قطعة جلبوها تباعاً إلى أن تأتي لجنة «الاقتناء» من الهيئة العامة للآثار لتمنحهم تلك المكافآت التشجيعية نظير مواقفهم الوطنية تجاه حضارة بلادهم.

أما كيف وصلت إلى أيديهم تلك القطع الأثرية فبالطبع كانت عوامل عدة ساعدت على ذلك كالسيول خاصة في المناطق الزراعية التي استصلحت في الأعوام الأخيرة بعد سنين وقرون كانت تختفي تحتها شواهد حضارتنا القديمة إضافة إلى أعمال البناء والشق التي تصادف ظهور العديد من القطع الأثرية.

## متحف بيحان
ويضيف خيران:
كما تم مؤخراً توثيق القطع الأثرية في متحف بيحان والذي اشتمل على «1063» قطعة أثرية، ويعد متحف بيحان من أقدم المتاحف الموجودة في البلاد حيث افتتح في عام 1966م وقد اعتمدت على قطعه العديد من الدراسات الأثرية في السنوات الماضية وما زالت غيرها من الدراسات تعتمد عليه.